# Astragalus lycaonicus
Astragalus lycaonicus är en ärtväxtart som beskrevs av Hub.-mor. och Reese. Astragalus lycaonicus ingår i släktet vedlar, och familjen ärtväxter. Inga underarter finns listade i Catalogue of Life.